# Армстронг (Британська Колумбія)
Армстронг (англ. Armstrong) — місто в Канаді, у провінції Британська Колумбія, у складі регіонального округу Норт-Оканаґан.

## Населення
За даними перепису 2016 року, місто нараховувало 5114 осіб, показавши зростання на 5,9%, порівняно з 2011-м роком. Середня густина населення становила 979,8 осіб/км².
З офіційних мов обидвома одночасно володіли 165 жителів, тільки англійською — 4 835, а 10 — жодною з них. Усього 270 осіб вважали рідною мовою не одну з офіційних, з них. 10 — українську.
Працездатне населення становило 56,2% усього населення, рівень безробіття — 6,6% (8,5% серед чоловіків та 4,5% серед жінок). 85,8% осіб були найманими працівниками, а 12,2% — самозайнятими.
Середній дохід на особу становив $38 857 (медіана $31 987), при цьому для чоловіків — $47 190, а для жінок $31 435 (медіани — $41 600 та $24 736 відповідно).
35,6% мешканців мали закінчену шкільну освіту, не мали закінченої шкільної освіти — 19,5%, 45,2% мали післяшкільну освіту, з яких 17,7% мали диплом бакалавра, або вищий.
| Статево-вікова структура населення | Статево-вікова структура населення | Статево-вікова структура населення | Статево-вікова структура населення | Статево-вікова структура населення |
| ---------------------------------- | ---------------------------------- | ---------------------------------- | ---------------------------------- | ---------------------------------- |
|                                    |                                    |                                    |                                    |                                    |
| Всього                             | Всього                             | 46,8%53,2%                         |                                    |                                    |
| 0 — 14 років                       | 0 — 14 років                       |                                    | 15,5%                              | 15,5%                              |
| 15 — 64 років                      | 15 — 64 років                      |                                    | 58,7%                              | 58,7%                              |
| 65 і більше                        | 65 і більше                        |                                    | 25,8%                              | 25,8%                              |
| 85 і більше                        | 85 і більше                        |                                    | 4,9%                               | 4,9%                               |
| 100 і більше                       | 100 і більше                       |                                    | 0,1%                               | 0,1%                               |
| Середній вік (років)               | Середній вік (років)               | 44,746,9                           | 45,9                               | 45,9                               |
| Медіана (років)                    | Медіана (років)                    | 46,250,2                           | 48,7                               | 48,7                               |
| — чоловіки — жінки                 |                                    |                                    |                                    |                                    |

| Походження мешканців:     | Походження мешканців:     | Походження мешканців: | Походження мешканців: | Походження мешканців: |
| ------------------------- | ------------------------- | --------------------- | --------------------- | --------------------- |
| Походження                |                           |                       | осіб                  | %                     |
| Корінні американці        | Корінні американці        |                       | 465                   | 9.44%                 |
| Інше північноамериканське | Інше північноамериканське |                       | 1 405                 | 28.53%                |
| Європейське               | Європейське               |                       | 4 310                 | 87.51%                |
| британське                | британське                |                       | 2 855                 | 57.97%                |
| французьке                | французьке                |                       | 720                   | 14.62%                |
| українське                | українське                |                       | 430                   | 8.73%                 |
| Латинськоамериканське     | Латинськоамериканське     |                       | 30                    | 0.61%                 |
| Карибське                 | Карибське                 |                       | 20                    | 0.41%                 |
| Африканське               | Африканське               |                       | 20                    | 0.41%                 |
| Азійське                  | Азійське                  |                       | 225                   | 4.57%                 |
| Океанійське               | Океанійське               |                       | 30                    | 0.61%                 |

| Зайнятість населення за галузями (за класифікацією NOC): | Зайнятість населення за галузями (за класифікацією NOC): | Зайнятість населення за галузями (за класифікацією NOC): | Зайнятість населення за галузями (за класифікацією NOC): | Зайнятість населення за галузями (за класифікацією NOC): |
| -------------------------------------------------------- | -------------------------------------------------------- | -------------------------------------------------------- | -------------------------------------------------------- | -------------------------------------------------------- |
|                                                          |                                                          |                                                          |                                                          |                                                          |
| Управління                                               | Управління                                               |                                                          | 9,1%                                                     | 9,1%                                                     |
| Бізнес, фінанси та адміністрування                       | Бізнес, фінанси та адміністрування                       |                                                          | 12,5%                                                    | 12,5%                                                    |
| Природничі та прикладні науки                            | Природничі та прикладні науки                            |                                                          | 3,8%                                                     | 3,8%                                                     |
| Охорона здоров'я                                         | Охорона здоров'я                                         |                                                          | 7,1%                                                     | 7,1%                                                     |
| Освіта, правозахист, муніципальні та урядові служби      | Освіта, правозахист, муніципальні та урядові служби      |                                                          | 8,9%                                                     | 8,9%                                                     |
| Мистецтво, культура, відпочинок та спорт                 | Мистецтво, культура, відпочинок та спорт                 |                                                          | 1,6%                                                     | 1,6%                                                     |
| Роздрібна торгівля та послуги                            | Роздрібна торгівля та послуги                            |                                                          | 26,9%                                                    | 26,9%                                                    |
| Гуртова торгівля, транспорт та обладнання                | Гуртова торгівля, транспорт та обладнання                |                                                          | 19,2%                                                    | 19,2%                                                    |
| Природні ресурси, сільське господарство                  | Природні ресурси, сільське господарство                  |                                                          | 3,6%                                                     | 3,6%                                                     |
| Виробництво                                              | Виробництво                                              |                                                          | 7,3%                                                     | 7,3%                                                     |

## Клімат
Середня річна температура становить 7,8°C, середня максимальна – 24,2°C, а середня мінімальна – -12,5°C. Середня річна кількість опадів – 514 мм.
| Клімат поселення                              | Клімат поселення | Клімат поселення | Клімат поселення | Клімат поселення | Клімат поселення | Клімат поселення | Клімат поселення | Клімат поселення | Клімат поселення | Клімат поселення | Клімат поселення | Клімат поселення | Клімат поселення |
| Показник                                      | Січ.             | Лют.             | Бер.             | Квіт.            | Трав.            | Черв.            | Лип.             | Серп.            | Вер.             | Жовт.            | Лист.            | Груд.            |                  |
| Середній максимум, °C                         | 2,03             | 5,41             | 10,90            | 15,78            | 20,41            | 24,18            | 23,47            | 23,40            | 17,86            | 11,09            | 4,92             | −0,74            |                  |
| Середня температура, °C                       | −5,23            | −1,86            | 3,62             | 8,51             | 13,14            | 16,90            | 19,90            | 19,84            | 14,29            | 7,53             | 1,36             | −4,3             |                  |
| Середній мінімум, °C                          | −12,52           | −9,14            | −3,65            | 1,24             | 5,86             | 9,64             | 16,34            | 16,27            | 10,73            | 3,96             | −2,22            | −7,87            |                  |
| Норма опадів, мм                              | 49               | 28               | 28               | 32               | 49               | 53               | 45               | 35               | 39               | 40               | 60               | 56               |                  |
| Середньомісячна швидкість вітру, м/с          | 1.80             | 1.71             | 2.00             | 2.20             | 2.10             | 2.01             | 2.00             | 1.90             | 1.71             | 1.80             | 1.99             | 1.92             |                  |
| Середньомісячна сонячна радіація, кДж/м²·день | 3205             | 6439             | 11391            | 16423            | 20192            | 21862            | 22984            | 19625            | 13827            | 7913             | 3675             | 2532             |                  |
| --------------------------------------------- | ---------------- | ---------------- | ---------------- | ---------------- | ---------------- | ---------------- | ---------------- | ---------------- | ---------------- | ---------------- | ---------------- | ---------------- | ---------------- |
| Джерело:                                      |                  |                  |                  |                  |                  |                  |                  |                  |                  |                  |                  |                  |                  |